# Medolla
Medolla – miejscowość i gmina we Włoszech, w regionie Emilia-Romania, w prowincji Modena.
Według danych na rok 2004 gminę zamieszkiwało 5566 osób, 214,1 os./km².